# كيم غوردون
كيم غوردون (بالإنجليزية: Kim Gordon)‏ (و. 1953 – م) هي عازفة قيثارة، ومغنية، وممثلة، وموسيقية، وكاتبة غنائية، من الولايات المتحدة الأمريكية، ولدت في روتشستر.

## التعليم
تعلمت في المدرسة الوطنية للفنون الجميلة.

## وصلات خارجية
- كيم غوردون على موقع IMDb (الإنجليزية)
- كيم غوردون على موقع الموسوعة البريطانية (الإنجليزية)
- كيم غوردون على موقع ألو سيني (الفرنسية)
- كيم غوردون على موقع ميوزك برينز (الإنجليزية)
- كيم غوردون على موقع رولينغ ستون (الإنجليزية)
- كيم غوردون على موقع أول موفي (الإنجليزية)
- كيم غوردون على موقع قاعدة بيانات الأفلام السويدية (السويدية)
- كيم غوردون على موقع إن إن دي بي (الإنجليزية)
- كيم غوردون على موقع أول ميوزيك (الإنجليزية)
- كيم غوردون على موقع ديسكوغز (الإنجليزية)